# George Washington Crile
George Washington Crile (Chili, 11 novembre 1864 – Cleveland, 7 gennaio 1943) è stato un chirurgo statunitense.

## Biografia
Studiò dapprima presso la Ohio Northern University e successivamente si specializzò in medicina presso il  Wooster Medical College poi confluito nella Case Western Reserve University School of Medicine perfezionando, successivamente, i suoi studi  in Europa. Tornato negli Stati Uniti fu tra i fondatori della Cleveland Clinic e fu nominato docente di chirurgia presso la Western Reserve University. Nel corso della guerra ispano-americana e della I guerra mondiale operò come chirurgo nell’esercito statunitense.  Fu un pioniere della chirurgia. Nel corso della sua vita si occupò del trattamento delle infezioni e degli shock chirurgici, di anestesia, di trasfusione del sangue, di chirurgia dell’apparato respiratorio e di vari altri argomenti medici pubblicando numerosi articoli scientifici. In un controverso saggio sulla vivisezione, parla dello shock da lui stesso indotto in oltre cento cani, feriti e uccisi con tecniche anche crudeli, allo scopo di studiarne gli effetti. Ciò gli ha attirato, recentemente, il biasimo delle associazioni antivivisezioniste, che citano i suoi studi a riprova dell'inutilita' della vivisezione. Dopo il suo pensionamento si dedicò allo studio della fisiologia degli animali marini e terrestri.Spesso viene a lui accreditata l'esecuzione della prima trasfusione diretta di sangue;  sebbene probabilmente preceduto da altri in tale pratica tuttavia ne descrisse una metodica completa ed operativa.

## Riconoscimenti
A George Washington Crile la UAI ha intitolato il cratere lunare Crile .